# 至上権承認の宣誓

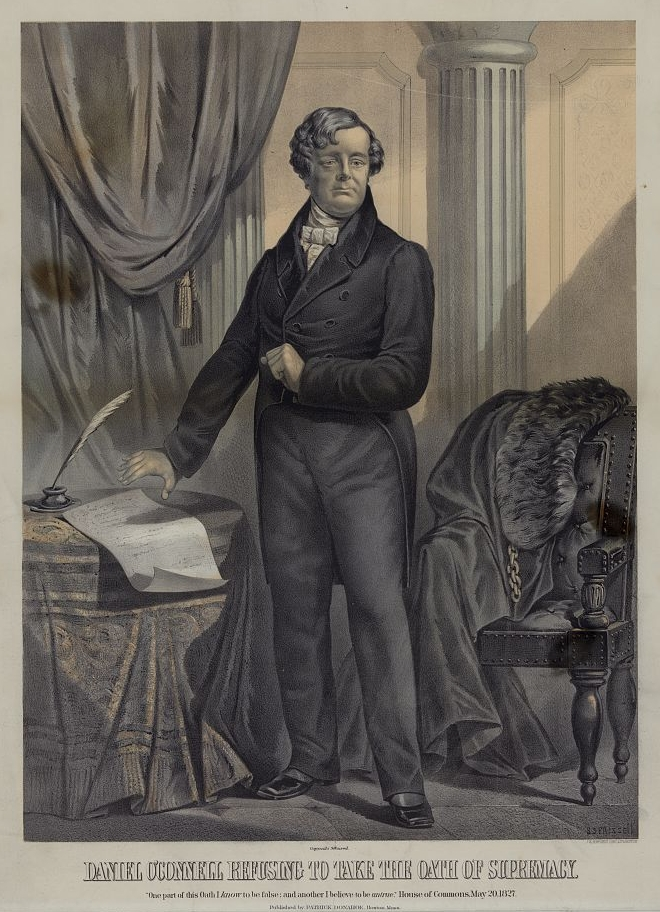
1829年5月20日の下院にて至上権承認の宣誓を批判するダニエル・オコンネル

至上権承認の宣誓（しじょうけんしょうにんのせんせい、英: Oath of Supremacy）は、イングランド国教会成立以降の近世イングランドにおいて、公職や教会の役職に就く者に対して国教会の最高統治者である君主に忠誠を誓うことを義務付けたもの。これを拒否した場合、反逆罪（大逆罪）に問われた。元はヘンリー8世の時代に1534年の国王至上法によって制定されたが、後を継いだヘンリーの長女であるメアリー1世が廃止した。しかし、その後に継いだメアリーの異母妹であるエリザベス1世が1559年の国王至上法によって復活させた。この宣誓は後に代議士や大学で学ぶ者たちにも拡大された。カトリック教徒は1829年に初めて代議士となることが許され、オックスフォード大学の学生は1854年のオックスフォード大学法により宣誓の義務が廃止された。

## 罰則
至上権承認の宣誓を拒否したローマ・カトリック教徒は王権蔑視罪（praemunire）で反逆罪に問われた。例えばトマス・モアは、イングランドにおける宗教改革によって国王がローマ・カトリックから独立することに反対し、1534年の国王至上法によって議会から与えられたイングランド国教会の最高権威者としての国王の立場を認めることを拒絶した。1534年には、この法が教皇庁の権威を失墜させるものとして宣誓を拒否したこと、またヘンリーとキャサリン・オブ・アラゴンの結婚の無効化（離婚）を認めなかったことで投獄された。1535年には反逆罪で裁判にかけられ、偽証により有罪となって斬首された。

## 例外
王政復古後のチャールズ2世とジェームズ2世の時代には、王室では至上権承認の宣誓はあまり用いられなかった。これは、彼ら君主がカトリックに傾倒していたこと、またその結果としてローマ・カトリック教徒が多く公職に就いていたことが主な理由である。宣誓を行う必要がなかった役人の例としてはカトリックの枢密顧問官であったスティーブン・ライス、マウントカッシャー子爵ジャスティン・マッカーシーがいる。「宣誓」の重要性が再認識されるのは、名誉革命後のウィリアム3世とメアリー2世の時代だった。